# أحمد الهارون
أحمد راشد أحمد الهارون (6 ديسمبر 1942- 27 يوليو 2020) وزير التجارة والصناعة الكويتي السابق (2009 - 2011).

## السيرة الذاتية
ولد أحمد الهارون في 6 ديسمبر 1942 في «سكة عنزة» الكويت، ودرس في عدة مدارس بداية من مدرسة الروضة وانتهاء بثانوية الشويخ، وسافر إلى بيروت ودخل كلية الآداب وتخصص في الجغرافيا في جامعة بيروت العربية، لكنه لم يعمل في مجال تخصصه، بل بدأ العمل سكرتيرا للجنة المالية في مجلس الأمة الكويتي عام 1968، بعدها توظف في التأمينات الاجتماعية، وكان ضمن فريق تأسيسها إلى أن أصبح نائب المدير العام، ومن ثم مدير عام بالتكليف وأنتقل بعد ذلك للعمل في القطاع الخاص فأصبح تاجرا في مجال المقاولات الانشائية، وترأس جمعية عبد الله السالم وترك الجمعية بعد سنتين من ترؤسه لها، حتى عرضت عليه إدارة غرفة التجارة والصناعة، وفي عام 1994 عين رئيسا لغرفة التجارة. والصناعة. تولى الوزير الهارون عدة مناصب قيداية منها رئيس مجلس إدارة سوق الكويت للاوراق المالية، ورئيس مجلس إدارة الشركة الكويتية للمقاصة، وترأس لجان حكومية عديدة وكان عضو المجلس الاعلى للتخطيط، ورئيس اللجنة للترشيد والانفاق الحكومي.

## وفاته
توفي أحمد الهارون يوم الاثنين الموافق 27 يوليو 2020.

## وصلات خارجية
- أحمد راشد الهارون